# 4-metossibenzoato monoossigenasi (O-demetilante)
La 4-metossibenzoato monoossigenasi (O-demetilante) è un enzima appartenente alla classe delle ossidoreduttasi, che catalizza la seguente reazione:
4-metossibenzoato + AH2 + O2 ⇄ 4-idrossibenzoato + formaldeide + A + H2O
L'enzima dei batteri è costituito da una proteina tipo ferredossina e da una flavoproteina (FMN) ferro-zolfo. Agisce anche sull'etossibenzoato, N-metil-4-amminobenzoato e sul toluato. L'enzima dei funghi agisce meglio sul veratrato.